# Torneo Apertura de la Primera B de Chile 1997
El Torneo de Apertura de la Primera B de 1997 fue el primer torneo disputado de la segunda categoría del fútbol profesional chileno en el año 1997. El torneo fue dividido en dos por primera vez, el Apertura y el Clausura. Los campeones de cada torneo ascendieron de manera directa a Primera División.
El campeonato fue criticado, ya que el campeón del Apertura tenía que competir en el Clausura cuando ya había obtenido el ascenso, lo que le quitaba emoción y competitividad al torneo, además de no tomar en cuenta las campañas anuales. Por lo mismo, nunca más se ha vuelto a repetir este formato.
El campeón del torneo fue Rangers, que logró ascender directamente a Primera División, luego de derrotar a Everton, en un partido de definición de ida y vuelta, ya que ambos equipos terminaron empatados en puntaje. 
El equipo talquino tenía como entrenador a Raúl Toro y tuvo jugadores interesantes como Erwin Concha, Carlos Garrido, Eladio Rojas, Manuel Andrade, Pascual de Gregorio, Ramón Castillo y el argentino Javier Alonso.
Por su parte, el equipo viñamarino contaba con el mundialista Leonardo Veliz como entrenador y tenía destacados jugadores como Alex Whiteley, Raúl Palacios, Víctor Mella, Claudio Salinas, Héctor Roco, Camilo Rozas, Juan "Banana" Salinas y los paraguayos Remigio Fernández, Pablo Caballero y Adelio Salinas.
Además, equipos como O'Higgins, Cobresal, Fernández Vial, Magallanes, Santiago Morning, Deportes Melipilla, Ñublense, Regional Atacama, Deportes Iquique y Deportes Arica, también armaron planteles totalmente competitivos, pero no les alcanzó para dar pelea a ruleteros y piducanos.
En el torneo participaron 16 equipos, que jugaron en un sistema de todos-contra-todos. Estos son los partidos de ida, ya que los de vuelta se juegan en el clausura.

## Movimientos divisionales
| Pos | a Apertura 1997 y Clausura 1997 |
| --- | ------------------------------- |
| 1º  | Deportes La Serena (Campeón)    |
| 2º  | Deportes Puerto Montt           |

| Pos | desde Tercera División de Chile 1996 |
| --- | ------------------------------------ |
| 1º  | Santiago Morning                     |

| Pos | Descendido desde Primera División de Chile 1996 |
| --- | ----------------------------------------------- |
| 1º  | Regional Atacama                                |
| 2º  | O'Higgins                                       |

| Pos | Descendido a Tercera División de Chile 1997 |
| --- | ------------------------------------------- |
| 1º  | Colchagua                                   |